# Dublany (miasto)
Dublany (ukr. Дубляни) – miasto na Ukrainie, w obwodzie lwowskim, w rejonie lwowskim, w hromadzie Lwów. W 2025 roku liczyło ok. 8 tys. mieszkańców.

## Historia
Pierwsza wzmianka o Dublanach pochodzi z 1440 roku.
W 1853 roku powstała tam trzyletnia średnia Szkoła Rolnicza, przekształcona w 1878 roku w Wyższą Szkołę Rolniczą, a następnie w 1902 roku w Akademię Rolniczą. Przez dłuższy czas była to jedyna wyższa uczelnia rolnicza na ziemiach polskich pod zaborami. W 1919 roku wcielono ją w do Politechniki Lwowskiej jako Wydział Rolniczo-Lasowy.
W II Rzeczypospolitej wieś należała początkowo do gminy wiejskiej Dublany. 1 sierpnia 1934 roku w ramach reformy na podstawie ustawy scaleniowej została włączona do gminy wiejskiej Malechów w powiecie lwowskim, w województwie lwowskim, a 1 kwietnia 1937 roku została siedzibą administracyjną gminy wiejskiej Dublany utworzonej z terytorium zniesionej gminy Malechów. W 1921 roku wieś liczyła 1076 mieszkańców (549 kobiet i 527 mężczyzn) i znajdowało się w niej 201 budynków mieszkalnych. 745 osób deklarowało narodowość polską, 331 – rusińską. 639 osób deklarowało przynależność do wyznania rzymskokatolickiego, 437 – do greckokatolickiego.
Polacy ekspatriowani z Dublan po osiedleniu się w 1945 roku w niemieckiej wsi Drachenbrunn pod Wrocławiem przemianowali ją na Dublany. W 1947 roku zmieniono nazwę wsi na Wojnów, a w 1951 roku przyłączono ją do Wrocławia.
W 1967 roku Dublany otrzymały status osiedla typu miejskiego, a w 1978 roku stały się miastem.
Rada Miejska Dublan nadała honorowe obywatelstwo miasta Dublan Stepanowi Banderze. W mieście mieści się także muzeum poświęcone Stepanowi Banderze oraz pomnik Bandery zbudowany z inicjatywy władz samorządowych.

## Kościół
W Dublanach znajdował się murowany, kościół rzymskokatolicki pw. św. Mikołaja, wzniesiony w 1737 r., rozbudowany w 1898 r. Został on wysadzany w powietrze przez władze radzieckie w 1985 r. Obecnie wierni parafii Dublany korzystają z kaplicy cmentarnej pw. Zmartwychwstania Pańskiego, obsługiwanej przez księży zmartwychwstańców z parafii w Samborze.

## Ludzie związani z Dublanami
- Juliusz Au (ur. 1842 w Poznaniu, zm. 1888) – polski ekonomista specjalizujący się w ekonomice rolnictwa, w latach 1878–1879 dyrektor miejscowej Wyższej Szkoły Rolniczej[8].

## Urodzeni w Dublanach
- Edward Czernik
- Zofia Gumińska
- Mieczysław Pańkowski
- Tadeusz Rylski
- Adam Werka
- Mieczysław Młotek